# Największy z cudów
Największy z cudów (hiszp. El gran milagro) – meksykański film animowany o tematyce religijnej z 2011 roku produkcji Dos Corazones Films w reżyserii Bruce'a Morrisa.
Obraz miał swoją światową premierę 14 października 2011. W Polsce wszedł do kin 8 listopada 2013.

## Opis fabuły
Trzy osoby przeżywają kryzys: młoda wdowa Monika, kierowca Chem oraz staruszka Caty. Uczestnicząc w tej samej celebracji eucharystycznej, poznają ukrytą w niej tajemnicę obecności Boga. Przewodnikami na drodze do wiary są ich aniołowie stróże.

## Obsada
W polskiej wersji dubbingowanej głosu użyczyli: Radosław Pazura, Maciej Musiał, Agnieszka Więdłocha.